# 2016 FK164
2016 FK164 est un objet transneptunien de la famille des cubewanos. 

## Caractéristiques
2016 FK164 mesure environ 340 km de diamètre.